# NGC 6446
NGC 6446 é uma galáxia espiral (Sab) localizada na direcção da constelação de Hercules. Possui uma declinação de +35° 34' 10" e uma ascensão recta de 17 horas, 46 minutos e 07,5 segundos.
A galáxia NGC 6446 foi descoberta em 9 de Julho de 1864 por Albert Marth.